# هانالیس جاادلا
هانالیس جاادلا (انگلیسی: Hannaliis Jaadla؛ زادهٔ ۱۲ ژوئیهٔ ۱۹۸۶) بازیکن فوتبال اهل استونی است.
وی همچنین در تیم ملی فوتبال Estonia بازی کرده‌است.